# Les aventures d'en Gerard
Les aventures d'en Gerard (títol original en anglès: The Adventures of Gerard) és una pel·lícula suisso-britànica dirigida per Jerzy Skolimowski, estrenada el 1970. Ha estat doblada al català.

## Argument
Gerard és un brigadier dels hússars de l'exèrcit de Napoleó. Abans que res és fidel al seu emperador, tot el que diu i fa per a ell li sembla sublim i és afavorit per tenir amb ell un tracte personal. L'exèrcit és el millor mestre on es forgen les millors aptituds i els millors amics. Tot comença quan Napoleó envia a Gerard a una missió de missatger, on es creua al seu camí la comtessa de Morales, el bandit renegat Millefleurs i un oficial britànic.

## Repartiment
- Peter McEnery: Gérard
- Claudia Cardinale: Teresa (Comtessa de Morales)
- Eli Wallach: Napoleó
- Jack Hawkins: Millefleurs
- Mark Burns: Coronel Russell
- Norman Rossington: Sergent Papilette
- John Neville: Wellington
- Paolo Stoppa: Santarem
- Ivan Desny: General Lassalle
- Leopoldo Trieste: Massena
- Aude Loring: amant de Massena

## Producció
En un article de 1968, la revista Sight and Sound explica que a Jerzy Skolimowski li acaben d'oferir un pressupost de tres milions de dòlars per fer una pel·lícula a partir d'una novel·la de Conan Doyle amb la llibertat de canviar el guió a la seva manera. Es tractaria llavors de la primera pel·lícula que realitzaria a partir d'un guió no seu, cosa que considera llavors com un desafiament excitant.
El relat que Skolimowski fa de la realització d'aquesta pel·lícula el 2013 és molt més fosc. Després de la prohibició de Haut les mains a Polònia, el realitzador se sent empès fora, desemparat, no sabent on anar. Havent-se reunit amb Roman Polanski a Londres, aquest li parla de la possibilitat de realitzar aquesta pel·lícula històrica. Tenint una imperativa necessitat de diners, Jerzy Skolimowski accepta realitzar el que considera com una pel·lícula estúpida. El rodatge és molt difícil: Skolimowski pateix per no parlar anglès, enyora tornar però Claudia Cardinale amenaça de deixar també la pel·lícula si marxa. L'ajuda al muntatge de la pel·lícula sense poder realment participar-hi, i no té el final cut, sentint-se desposseït d'una manera bruta.